# ماهک ناخن
ماهک ناخن (انگلیسی: Lunula؛ تلفظ انگلیسی: «لونیولا») یا هلال سفید ته ناخن که در زبان لاتین به معنای «ماه کوچک» است و در برخی منابع غیرتخصصی فارسی به اشتباه آن را «لانولا» نوشته‌اند، ناحیۀ سفید هلالی‌شکل بستر ناخن دست یا پا است. ماهک در انسان در هفتۀ ۱۴ بارداری ظاهر می‌شود و نقش ساختاری اولیه در تعیین لبۀ آزاد صفحۀ انتهایی ناخن (یعنی بخشی از ناخن که به سمت بیرون رشد می‌کند) دارد.
ماهک ناخن بیشتر در انگشت شست چشمگیر است. بااین‌حال همهٔ افراد لزوماً ماهک ناخن واضح و قابل مشاهده‌ای ندارند. در برخی موارد، روناخن ممکن است تا حدی یا به‌طور کامل ماهک را بپوشاند.
پژوهش‌ها نشان داده است که ماهک ناخن ناحیه‌ای از درم شُل با الیاف کلاژن کمتر توسعه‌یافته است. علت رنگ سفید ماهک آن است که لایۀ ضخیم پایۀ زیرین رگ‌های خونی زیرین را پوشانده است.
بررسی ماهک ناخن گاهی امکان ارزیابی سلامت فرد را فراهم می‌کند. در برخی موارد، نبود آن ممکن است نشان‌دهندهٔ یک مشکل اساسی سلامت باشد. برخی از نمونه‌های این مشکلات عبارتند از سوءتغذیه، کم‌خونی، نارسایی کلیه و بیماری قلبی.